# Selección de fútbol playa de España
La Selección de fútbol playa de España representa a España en las competiciones internacionales de fútbol playa y está controlada por la Real Federación Española de Fútbol (RFEF), órgano que gobierna al fútbol español en todas sus categorías.
Vencedora en cuatro ocasiones de la Copa Europea de Fútbol Playa, y en cinco ediciones de la Euroliga de Fútbol Playa, la consolidan como una de las mejores selecciones mundiales de la disciplina, pese a no alzarse con el título de la Copa Mundial de Fútbol Playa de FIFA, tras caer en la final de 2013. También consiguió el segundo lugar en los Campeonatos Mundiales de Fútbol Playa (BSWW) en 2003 y 2004.
Es la segunda selección que más títulos ostenta de la Euroliga y la segunda con más títulos de la Eurocopa, en ambos casos tras la selección portuguesa de fútbol playa, y la décima selección en el ranking de la Copa Mundial de Fútbol Playa de FIFA, donde la selección brasileña de fútbol playa es la gran dominadora con 7 títulos de 13 posibles.

## Estadísticas

### Copa Mundial de Fútbol Playa FIFA
| Copa Mundial de Fútbol Playa FIFA | Copa Mundial de Fútbol Playa FIFA | Copa Mundial de Fútbol Playa FIFA | Copa Mundial de Fútbol Playa FIFA | Copa Mundial de Fútbol Playa FIFA | Copa Mundial de Fútbol Playa FIFA | Copa Mundial de Fútbol Playa FIFA | Copa Mundial de Fútbol Playa FIFA |
| Año                               | Ronda                             | J                                 | G                                 | G+                                | P                                 | GF                                | GC                                |
| --------------------------------- | --------------------------------- | --------------------------------- | --------------------------------- | --------------------------------- | --------------------------------- | --------------------------------- | --------------------------------- |
| 2005                              | Cuartos de final                  | 3                                 | 1                                 | 0                                 | 1                                 | 9                                 | 12                                |
| 2006                              | Fase de grupos                    | 3                                 | 1                                 | 0                                 | 2                                 | 10                                | 12                                |
| 2007                              | Cuartos de final                  | 4                                 | 2                                 | 0                                 | 2                                 | 20                                | 16                                |
| 2008                              | Cuarto lugar                      | 6                                 | 3                                 | 1                                 | 2                                 | 20                                | 14                                |
| 2009                              | Cuartos de final                  | 4                                 | 2                                 | 0                                 | 1                                 | 23                                | 17                                |
| 2011                              | No clasificó                      | No clasificó                      | No clasificó                      | No clasificó                      | No clasificó                      | No clasificó                      | No clasificó                      |
| 2013                              | Subcampeón                        | 6                                 | 5                                 | 0                                 | 1                                 | 19                                | 15                                |
| 2015                              | Fase de grupos                    | 3                                 | 1                                 | 0                                 | 2                                 | 9                                 | 9                                 |
| 2017                              | No clasificó                      | No clasificó                      | No clasificó                      | No clasificó                      | No clasificó                      | No clasificó                      | No clasificó                      |
| 2019                              | No clasificó                      | No clasificó                      | No clasificó                      | No clasificó                      | No clasificó                      | No clasificó                      | No clasificó                      |
| 2021                              | Cuartos de final                  | 4                                 | 2                                 | 0                                 | 2                                 | 23                                | 23                                |
| 2024                              | Fase de grupos                    | 3                                 | 0                                 | 0                                 | 3                                 | 13                                | 16                                |
| 2025                              | Cuartos de final                  | 4                                 | 2                                 | 0                                 | 2                                 | 13                                | 15                                |
| Total                             | 10/13                             | 40                                | 19                                | 1                                 | 18                                | 159                               | 149                               |

### Clasificación Copa Mundial FIFA
| Clasificación de UEFA para la Copa Mundial de Fútbol Playa FIFA | Clasificación de UEFA para la Copa Mundial de Fútbol Playa FIFA | Clasificación de UEFA para la Copa Mundial de Fútbol Playa FIFA | Clasificación de UEFA para la Copa Mundial de Fútbol Playa FIFA | Clasificación de UEFA para la Copa Mundial de Fútbol Playa FIFA | Clasificación de UEFA para la Copa Mundial de Fútbol Playa FIFA | Clasificación de UEFA para la Copa Mundial de Fútbol Playa FIFA | Clasificación de UEFA para la Copa Mundial de Fútbol Playa FIFA |
| Año                                                             | Ronda                                                           | J                                                               | G                                                               | G+                                                              | P                                                               | GF                                                              | GC                                                              |
| --------------------------------------------------------------- | --------------------------------------------------------------- | --------------------------------------------------------------- | --------------------------------------------------------------- | --------------------------------------------------------------- | --------------------------------------------------------------- | --------------------------------------------------------------- | --------------------------------------------------------------- |
| 2008                                                            | Campeón                                                         | 7                                                               | 6                                                               | 1                                                               | 0                                                               | 39                                                              | 13                                                              |
| 2009                                                            | Campeón                                                         | 7                                                               | 6                                                               | 1                                                               | 0                                                               | 42                                                              | 17                                                              |
| 2011                                                            | Cuartos de final                                                | 5                                                               | 3                                                               | 0                                                               | 2                                                               | 24                                                              | 17                                                              |
| 2013                                                            | Campeón                                                         | 7                                                               | 6                                                               | 1                                                               | 0                                                               | 42                                                              | 17                                                              |
| 2015                                                            | Cuarto lugar                                                    | 8                                                               | 5                                                               | 1                                                               | 2                                                               | 48                                                              | 27                                                              |
| 2017                                                            | Ronda final                                                     | 8                                                               | 6                                                               | 0                                                               | 2                                                               | 39                                                              | 21                                                              |
| 2019                                                            | Sexto lugar                                                     | 8                                                               | 6                                                               | 0                                                               | 2                                                               | 39                                                              | 21                                                              |
| 2021                                                            | Campeón                                                         | 6                                                               | 4                                                               | 1                                                               | 1                                                               | 31                                                              | 14                                                              |
| Total                                                           | 8/8                                                             | 56                                                              | 40                                                              | 5                                                               | 11                                                              | 318                                                             | 179                                                             |

### Euro Beach Soccer Cup
| Euro Beach Soccer Cup | Euro Beach Soccer Cup | Euro Beach Soccer Cup | Euro Beach Soccer Cup | Euro Beach Soccer Cup | Euro Beach Soccer Cup | Euro Beach Soccer Cup | Euro Beach Soccer Cup |
| Año                   | Ronda                 | J                     | G                     | G+                    | P                     | GF                    | GC                    |
| --------------------- | --------------------- | --------------------- | --------------------- | --------------------- | --------------------- | --------------------- | --------------------- |
| 1998                  | Subcampeón            | 3                     | 2                     | 0                     | 1                     | 10                    | 6                     |
| 1999                  | Campeón               | 2                     | 2                     | 0                     | 0                     | 15                    | 4                     |
| 2001                  | Subcampeón            | 3                     | 2                     | 0                     | 1                     | 22                    | 9                     |
| 2002                  | Subcampeón            | 3                     | 2                     | 0                     | 1                     | 20                    | 9                     |
| 2003                  | Tercer lugar          | 3                     | 2                     | 0                     | 1                     | 21                    | 15                    |
| 2004                  | Subcampeón            | 3                     | 2                     | 0                     | 1                     | 21                    | 13                    |
| 2005                  | Quinto lugar          | 3                     | 2                     | 0                     | 1                     | 16                    | 11                    |
| 2006                  | Quinto lugar          | 3                     | 2                     | 0                     | 1                     | 14                    | 7                     |
| 2007                  | Sexto lugar           | 3                     | 1                     | 0                     | 2                     | 12                    | 12                    |
| 2008                  | Campeón               | 3                     | 3                     | 0                     | 0                     | 16                    | 4                     |
| 2009                  | Campeón               | 3                     | 2                     | 1                     | 0                     | 16                    | 13                    |
| 2010                  | Cuarto lugar          | 3                     | 1                     | 0                     | 2                     | 17                    | 15                    |
| 2012                  | Sexto lugar           | 3                     | 1                     | 0                     | 2                     | 9                     | 16                    |
| 2014                  | Campeón               | 3                     | 3                     | 0                     | 0                     | 18                    | 13                    |
| 2016                  | Séptimo lugar         | 3                     | 1                     | 0                     | 2                     | 16                    | 12                    |
| Total                 | 15/15                 | 44                    | 28                    | 1                     | 15                    | 243                   | 160                   |

### Euro Beach Soccer League
| Euro Beach Soccer League | Euro Beach Soccer League | Euro Beach Soccer League | Euro Beach Soccer League | Euro Beach Soccer League | Euro Beach Soccer League | Euro Beach Soccer League | Euro Beach Soccer League | Euro Beach Soccer League |
| Año                      | Liga                     | Ronda                    | J                        | G                        | G+                       | P                        | GF                       | GC                       |
| ------------------------ | ------------------------ | ------------------------ | ------------------------ | ------------------------ | ------------------------ | ------------------------ | ------------------------ | ------------------------ |
| 1998                     | A                        | Cuarto lugar             | 8                        | 4                        | 0                        | 4                        | 39                       | 30                       |
| 1999                     | A                        | Campeón                  | 8                        | 6                        | 0                        | 2                        | 53                       | 42                       |
| 2000                     | A                        | Campeón                  | 8                        | 6                        | 1                        | 1                        | 38                       | 22                       |
| 2001                     | A                        | Campeón                  | 11                       | 10                       | 1                        | 0                        | 81                       | 40                       |
| 2002                     | A                        | Subcampeón               | 14                       | 7                        | 2                        | 5                        | 65                       | 57                       |
| 2003                     | A                        | Campeón                  | 14                       | 11                       | 1                        | 2                        | 92                       | 53                       |
| 2004                     | A                        | Quinto lugar             | 15                       | 12                       | 1                        | 2                        | 102                      | 56                       |
| 2005                     | A                        | Quinto lugar             | 15                       | 7                        | 1                        | 7                        | 74                       | 59                       |
| 2006                     | A                        | Campeón                  | 16                       | 12                       | 0                        | 4                        | 71                       | 48                       |
| 2007                     | A                        | Cuarto lugar             | 16                       | 7                        | 1                        | 8                        | 71                       | 70                       |
| 2008                     | A                        | Primera fase             | 3                        | 2                        | 0                        | 1                        | 12                       | 10                       |
| 2009                     | A                        | Cuarto lugar             | 9                        | 5                        | 0                        | 4                        | 49                       | 35                       |
| 2010                     | A                        | Quinto lugar             | 9                        | 3                        | 2                        | 4                        | 49                       | 42                       |
| 2011                     | A                        | Sexto lugar              | 9                        | 4                        | 0                        | 5                        | 26                       | 38                       |
| 2012                     | A                        | Tercera ronda            | 6                        | 0                        | 3                        | 3                        | 23                       | 29                       |
| Total                    | Total                    | 22/23                    | 225                      | 135                      | 17                       | 73                       | 1137                     | 847                      |

## Palmarés
| Copa Mundial FIFA                     | –                                | 1 (2013)                   | –                          |                    |
| Clasificación Mundial FIFA            | 4 (2008, 2009, 2013, 2021)       | –                          | –                          |                    |
| Euro Beach Soccer League              | 5 (1999, 2000, 2001, 2003, 2006) | 4 (2002, 2014, 2018, 2023) | 1 (2019)                   |                    |
| Copa Europea de Fútbol Playa          | 4 (1999, 2008, 2009, 2014)       | 4 (1998, 2001, 2002, 2004) | 1 (2003)                   |                    |
| Mundialito de Fútbol Playa            | 2 (2013, 2022)                   | 4 (1997, 2004, 2012, 2018) | 4 (2001, 2003, 2009, 2019) |                    |
| Copa Intercontinental de Fútbol Playa | –                                | 1 (2019)                   | –                          |                    |
| Campeonato Mundial de Fútbol Playa    | –                                | 2 (2003, 2004)             | 1 (2000)                   |                    |
| Copa Latina de Fútbol Playa           | –                                | 2 (2000, 2004)             | 1 (1998)                   |                    |
| Juegos Europeos                       | –                                | 1 (2019)                   | 1 (2023)                   |                    |
| Juegos Mundiales de Playa             | –                                | –                          | –                          |                    |
| Juegos Mediterráneos de Playa         | 1 (2023)                         | –                          | –                          |                    |
| Copa de Fútbol Playa de Neom          | –                                | –                          | 1 (2024)                   |                    |
| Copa de Fútbol Playa de Acapulco      | 1 (2024)                         | –                          | –                          |                    |
| Total                                 | 17 títulos                       | Selección absoluta         | Selección absoluta         | Selección absoluta |

## Equipo actual
Actualizado a 11 de octubre de 2021.